# The Ultimate Fighter 3
The Ultimate Fighter 3 fue la tercera temporada del reality de televisión de The Ultimate Fighter que se estrenó el 6 de abril de 2006. Los equipos separados fueron dirigidos por los combatientes de UFC de peso semipesado Tito Ortiz y Ken Shamrock.

## Elenco

### Entrenadores y preparadores físicos
- Equipo Ortiz (Punishment)
  - Tito Ortiz, entrenador principal
  - Dean Lister, entrenador de Jiu-Jitsu Brasileño
  - Saul Soliz, entrenador de Kickboxing

- Equipo Shamrock
  - Ken Shamrock, entrenador principal
  - Roman Pollock, entrenador de Boxeo
  - Dan Freeman, entrenador de Nutrición/fuerza

### Peleadores
- Pesos medios
  - Equipo Ortiz: Mike Stine, Kendall Grove, Rory Singer, Danny Abbadi
  - Equipo Shamrock: Kalib Starnes, Solomon Hutcherson, Ed Herman, Ross Pointon[2]

- Pesos semipesados
  - Equipo Ortiz: Michael Bisping, Noah Inhofer, Josh Haynes, Matt Hamill
  - Equipo Shamrock: Jesse Forbes, Kristian Rothaermel, Tait Fletcher, Mike Nickels

### Otros
- Dana White

## Final
Episodio 13: The Ultimate Fighter 3 Finale (24 de junio, 2006)
- Peso medio:  Kendall Grove vs.  Ed Herman

Grove derrotó a Herman vía decisión unánime (29-28, 29-28, 29-28) para convertirse en el ganador de peso medio de TUF. Dana White subvenciono a ambos peleadores con un contrato de seis cifras.
- Peso semipesado:  Michael Bisping vs.  Josh Haynes

Bisping derrotó a Haynes vía nocaut técnico en el 4:14 de la segunda ronda para convertirse en el ganador de peso semipesado de TUF.